# Christian Rabb
Christian Rabb – szwedzki autor piosenek i producent muzyczny, gitarzysta zespołu No Sleep for Lucy.

## Młodość
Pochodzi z małej miejscowości Lilla Alsbo, znajdującej się w gminie Avesta w regionie Dalarna. Uczęszczał do Musikmakarna (akademii dla producentów muzycznych) w Örnsköldsvik.

## Kariera muzyczna
W wieku 14 lat zaczął tworzyć swoje pierwsze piosenki. Podpisał kontrakt z wytwórnią BMG jako autor utworów i producent. Jego utwory zostały nagrane przez wielu międzynarodowych artystów i otrzymały status złoty lub platynowy. Współpracował z Stephenem Aiello (30 Seconds to Mars), Markiem Hollmanem, (Daughtry, Shinedown) i Tommym Henriksenem (Alice Cooper). Stworzył muzykę ze swoim przyjacielem, Kristofferem Sjökvistem, do programu dla dzieci Labirynt i otrzymał nominację Emmy Award w kategorii najlepszego improwizowanego TV show.
Razem z Kristofferem Sjökvistem, Fridą Molander i Charliem Masonem stworzył piosenkę „L’amore è femmina”, która została zaprezentowana przez Ninę Zilli, reprezentantkę Włoch w finale 57. Konkursu Piosenki Eurowizji w Baku. Piosenka uplasowała się na 9. miejscu w finale.
W 2018 współtworzył piosenkę Gromee’ego i Lukasa Meijera „Light Me Up”, która wygrała krajowe eliminacje eurowizyjne, dzięki czemu reprezentowała Polskę w 63. Konkursu Piosenki Eurowizji w Lizbonie. 10 maja wystąpił z polską reprezentacją w charakterze gitarzyty podczas drugiego półfinału konkursu, jednak nie zakwalifikowali się do finału.
Jest gitarzystą szwedzkiego rockowego zespołu No Sleep for Lucy. Jest producentem ich pierwszego albumu Until the End, którego premiera miała miejsce w marcu 2018. Napisał też większość materiału na album.